# 忠清方言

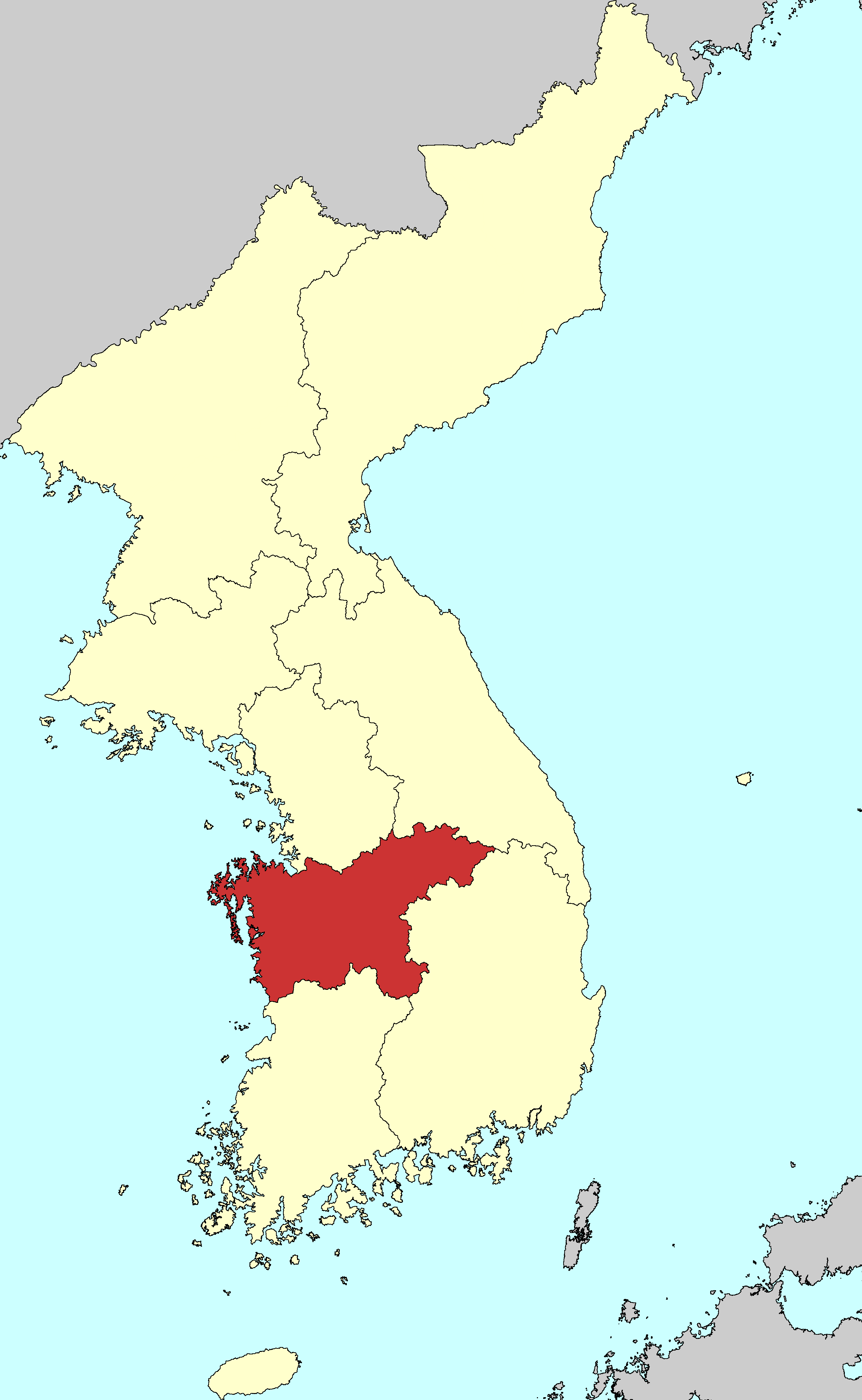
朝鮮時代後期の忠清道の範囲

忠清方言（충청 방언、忠淸方言、ちゅうせいほうげん）または忠清道方言（충청도 방언、忠淸道方言、ちゅうせいどうほうげん）、湖西方言（호서 방언、こせいほうげん）は、朝鮮半島の中南部地域で使われる朝鮮語の方言で、中部方言の下位方言である。使用地域は忠清道地域（忠清南道・忠清北道・大田広域市・世宗特別自治市）と忠清道に接する京畿道南部の一部地域（平沢市）である。
忠清方言は話す速度が遅く、話者の行動にも余裕があるとされ、韓国語の方言の中で最も耳に優しい方言として知られている。その遅さを揶揄した笑い話に「아부지 돌 굴러가유」（お父さん、石が転がってきます）がある。

## 概要
方言研究が不十分だった時代には、京畿道方言と忠清道方言を分けることに懐疑的な見方が多かった。しかし、その後研究が進むにつれ、忠清道方言でしか見られない独自の表現があり、発音において一定の違いがあると確認され、現在は異なる方言に分類されている。さらに最近は、忠清方言が中部方言の下位方言ではなく、全羅方言や慶尚方言のように独自の方言圏に分類される見方が優勢になった。
忠清道方言は大きく分けて、京畿道方言に似る忠北方言と、全羅道方言に似る忠南方言とに区分できる。しかし、忠清道は済州島を除く韓国本土の全ての「道」（京畿道、江原道、全羅道、慶尚道）と接する唯一の地域であり、南部と北部、また西部と東部で方言が異なる。
忠清道の人々のゆったりした気質や方言は、両班と結びつけられることがある。朝鮮時代の両班の特徴の一つが、いかなる状況でも余裕を持って大人しいということだが、これは忠清道の人々の気質と同じとされ、気前のいい人のことを「忠清道両班」と呼んだりする。実際に1910年の資料によると、忠清南道は全世帯の10%程度が両班で、忠清北道は4.5%、慶尚北道は3.8%、ソウルは2.1%、江原道は1.1%の順だった。

## 方言区分

### 忠南方言
忠南方言は、忠清南道と大田広域市、世宗特別自治市、京畿道平沢市で使われる。メディアで忠清道の方言として登場するのは主に忠南方言である。語彙も忠北方言に比べて豊かで、イントネーションも京畿道方言に似る忠北方言に比べて特色がある。この地域の特徴は、忠北地域よりも「-유（-yu）」（丁寧語。標準語の「-요（-yo）」に相当）という語尾の使用率が高く、「기（ギ）」という語彙が目立つことである。「기」は「기여?（giyeo?）」や「기야?（giya?）」（標準語の「그래?（guerae?/そう？）」や「진짜?（jinjja?/本当？）」に相当）のように使われる。なお、本来の方言は「기여?」で、「기야?」は主に若い世代で使われる標準語式に変えた方言である。
以下のように地域別に細分化される。
- 西海岸地域（唐津市、瑞山市、泰安郡など） - 話す速度が忠清道内でも遅い方であり、韓国のどの地域でも観察されない地域独自の方言がある。例えば「바보（babo/バカ）」をこの地域では「시절（sijeol）」と言う。
- 北部地域（天安市、牙山市と京畿道平沢市） - 京畿道南部方言と似た特徴がかなり多い。
- その他の地域（大田広域市、世宗特別自治市、公州市、論山市など） - 全羅道方言や慶尚道方言といった南部方言の影響を受けて、言葉の語尾が伸びることを除いては全体的な話す速度も速い方であり、語彙も南部方言と重なる場合が多い。

### 忠北方言
忠清北道は、韓国本土の全ての「道」と接するため、地域別にイントネーションや語彙が明確に区分される。忠南方言で「기여?」「기야?」が使われるのに対して、忠北方言では主に「그려?（gueryeo?）」「그랴?（guerya?）」が使われる（「그려?」は忠南でも言う）。
- 鎮川郡、陰城郡、忠州市などの北部地域 - 京畿道に近い地域で、高齢層も方言をほとんど使わない。
- 堤川市と丹陽郡 - 所属は忠清北道だが生活圏は江原特別自治道と一体で、江原特別自治道の嶺東方言に似る。堤川の人が堤川方言を話すと、江陵の人に「なぜ堤川の人なのに江陵方言を使うのか」と言われるほどである。
- 清州市とその近隣地域 - 忠北内でもイントネーションが独特で、方言の語彙も北部地域に比べて豊かな方である。隣接する大田広域市の方言と似た傾向があるが、全く同じではない。例えば清州では「기」という語彙を全く使わず、清州の人が大田に行くと大田の人々が使う「기」を不思議がるという。
- 沃川郡と永同郡 - 隣接する大田広域市だけでなく、全羅方言と慶尚方言の影響を全て受けた地域。特に永同郡は慶尚方言とかなり似ており、一部のイントネーションも慶尚方言と共通する。

## 特徴
1.標準語母音「ㅑ（ya）」が語尾につく時は「ㅕ（yeo）」に変わる
| 日本語           | 標準語       | 忠清方言                           |
| ---------------- | ------------ | ---------------------------------- |
| なんだよ？       | 뭐야?        | 뭐여?                              |
| 何食べるの？     | 뭐먹을거야?  | 뭐먹을거여?/뭐먹을겨?/뭐먹을쳐?    |
| 合ってる？違う？ | 맞아?아니야? | 기여?아니여?/겨?아녀?/그려?안그려? |

2.標準語母音の「ㅐ（ae）」が語尾になる時は主に「ㅕ（yeo）」や「ㅑ（ya）」に変わる
| 日本語         | 標準語      | 忠清方言                |
| -------------- | ----------- | ----------------------- |
| これ食べる？   | 이거먹을래? | 이거먹을려?/이거먹을쳐? |
| いつ来るって？ | 언제온대?   | 원제온댜?               |
| いい？だめ？   | 돼?안돼?    | 댜?안댜?                |

忠清南道では主に「ㅕ（yeo）」に変わり、忠清北道では主に「ㅑ（ya）」に変わる。大田のように忠清北道と隣接する地域の場合は、どちらも使用する。
| 日本語         | 標準語    | 忠清南道     | 忠清北道  |
| -------------- | --------- | ------------ | --------- |
| 仕事でもしろ！ | 일이나해! | 일이나혀!    | 일이나햐! |
| そうだよ       | 그래      | 기여/겨/그려 | 그랴/그려 |
| どうしたの？   | 왜이래?   | 왜이려?      | 왜이랴?   |

3.標準語母音「ㅔ」を主に「ㅣ」と発音する
| 日本語               | 標準語     | 忠清方言   |
| -------------------- | ---------- | ---------- |
| そうじゃないのに     | 그거아닌데 | 고거아닌디 |
| ひふみよ（一二三四） | 하나둘셋넷 | 하나둘싯닛 |
| 他へ行こう           | 다른데가자 | 딴디가자   |

4.標準語「-겠-（-gess-」が「-겄-（-geoss-）」に変わる
| 日本語   | 標準語    | 忠清方言  |
| -------- | --------- | --------- |
| 大丈夫？ | 괜찮겠어? | 갠찮겄냐? |

5.標準語語尾の「-까（-kka）」が「-께（-kke）」に変わる
| 日本語     | 標準語     | 忠清方言                     |
| ---------- | ---------- | ---------------------------- |
| だからね。 | 그러니까   | 그니께/근께/긍께/긍게        |
| 言ったから | 말했으니까 | 말했응게/말했응께/말했으니께 |

6.標準語の丁寧語「-ㅛ（yo）」が「-ㅠ（yu）」に変わる
| 日本語             | 標準語     | 忠清方言                       |
| ------------------ | ---------- | ------------------------------ |
| おはようございます | 안녕하세요 | 안녕하세유/안녕하셔유/안녕하슈 |
| もしもし。         | 여보세요   | 여보세유/여보셔유/여보슈       |
| おいしいでしょう。 | 맛있죠?    | 맛있지유?/맛있쥬?              |

大田ではこの方言がよく活用されており、例えば大田の公営レンタサイクルの名称「타슈（tashu）」は標準語の「타세요（taseyo）」に相当する忠清方言である。また2020年に新しく変わった大田広域市のブランドスローガン「DaejeonisU」は標準語の「대전이지요（Daejeonijiyo）/대전이죠（Daejeonijyo）」に相当する忠清方言「대전이쥬（Daejeonijyu）」をもじったものである。